# Mignon (film 1909)
Mignon è un cortometraggio muto del 1909. Il nome del regista non viene riportato nei credit del film.

## Trama
Mignon lavora al circo come cavallerizza. Ama, riamata, Tom, il clown, ma il loro amore provoca la gelosia di Donita. Addormentatasi durante una pausa del lavoro, Mignon si mette a sognare e, nel sogno, accetta di sposare uno dei suoi tanti ammiratori. Il loro, però, sarà un matrimonio infelice e lei dovrà tornare al circo con in cuore spezzato. Un urlo la risveglia e vede, con sorpresa, Danita sopra di lei che brandisce un coltello con il quale stava per colpirla. Per fortuna Tom, entrato nel camerino, ha fermato la donna gelosa: ora la manda fuori per prendere poi tra le braccia l'amata Mignon,

## Produzione
Il film fu prodotto dalla Lubin Manufacturing Company.

## Distribuzione
Distribuito dalla Lubin Manufacturing Company, il film - un cortometraggio della lunghezza di 175 metri - uscì nelle sale cinematografiche statunitensi il 21 ottobre 1909. Nelle proiezioni, veniva programmato con il sistema dello split reel, accorpato in un'unica bobina con un altro cortometraggio prodotto dalla Lubin, la commedia Aunt Lena's Visit.